# 科林斯岩
科林斯岩（英語：Collins Rock）是南極洲的岩石，位於威爾克斯地的布德海岸，處於麥克格雷迪灣入口處南面，根據美國海軍拍攝的空中照片繪入地圖，現時由南極條約體系管理。